# 197 p.n.e.
| [ Edytuj tabelę ] |                                                                      |
| Król Baktrii      | - 200 p.n.e. Demetriusz I 190 p.n.e.                                 |
| Król Bitynii      | - 229 p.n.e. Prusjasz I 182 p.n.e.                                   |
| Cesarz Chin       | - 202 p.n.e. Han Gaozu 195 p.n.e.                                    |
| Władca Egiptu     | - 204 p.n.e. Ptolemeusz V 180 p.n.e.                                 |
| Król Ilirii       | - 206 p.n.e. Pleuratos III 181 p.n.e.                                |
| Król Kapadocji    | - 220 p.n.e. Ariarates IV 163 p.n.e.                                 |
| Władca Korei      | - 220 p.n.e. Jun 194 p.n.e.                                          |
| Król Macedonii    | - 221 p.n.e. Filip V 179 p.n.e.                                      |
| Król Numidii      | - 206 p.n.e. Masynissa 148 p.n.e.                                    |
| Król Partów       | - 217 p.n.e. Arsakes II 191 p.n.e.                                   |
| Władca Pergamonu  | - 241 p.n.e. Attalos I 197 p.n.e. - 197 p.n.e. Eumenes II 159 p.n.e. |
| Król Pontu        | - 220 p.n.e. Mitrydates III 185 p.n.e.                               |
| Władca Seleucydów | - 223 p.n.e. Antioch III Wielki 187 p.n.e.                           |
| Król Sparty       | - 207 p.n.e. Nabis 192 p.n.e.                                        |

Rok 197 p.n.e.
stulecia: III wiek p.n.e. ~
II wiek p.n.e. ~
I wiek p.n.e.

lata: 207 p.n.e. «
201 p.n.e. «
200 p.n.e. «
199 p.n.e. «
198 p.n.e. «
197 p.n.e. »
196 p.n.e. »
195 p.n.e. »
194 p.n.e. »
193 p.n.e. »
187 p.n.e.

## Wydarzenia
- maj - pod Kynoskefalaj wojska rzymskie rozbiły armię króla Macedonii Filipa V
- Antioch III Wielki ruszył na rekonkwistę wybrzeży małoazjatyckich, zajmując szereg miast, w tym Efez
- powstanie kamienia z Rosetty (data sporna lub przybliżona)

## Zmarli
- Attalos I Soter, władca Pergamonu z dynastii Attalidów